# Platja de Calafell
La platja de Calafell és una platja urbana situada al front marítim de la població de Calafell (Baix Penedès), que limita a llevant amb la platja de l'Estany-Mas Mel, a l'alçada de l'Estany Llarg, a la desembocadura del torrent de la Graiera, i a ponent limita amb la platja de les Madrigueres, del municipi del Vendrell. Orientada al sud-sud-est, té una longitud de 1.000 metres i una amplada mitjana de 50 metres, formada per sorra fina, amb un pendent d'entrada a l'aigua suau. Per aquestes qualitats era coneguda popularment com 'la platja del biberó'. Disposa de servei de vigilància, salvament i socorrisme, i accés per a persones amb mobilitat reduïda. Està prohibit l'accés als gossos des de Setmana Santa fins al 31 d'octubre.
L'aigua té propietats salutíferes, ja que té una concentració de iode cinc cops superiors a la normal al mar. Entre 1926 i 1968 va funcionar a la zona un sanatori, el Sanatori Marítim de Sant Joan de Déu, que curava els malalts de tuberculosi, actualment reconvertit en un centre hoteler i termal de luxe.
Els temporals de mar s'enduen periòdicament la sorra de la platja. Els anys 1993 i 1994 es va recuperar la platja pràcticament desapareguda per l'erosió, tot i l'efecte negatiu de la sorra aportada, d'inferior qualitat. Deu anys després es va tornar a aportar sorra dragada de l'antic port de Segur.
La platja està guardonada amb la Bandera Blava, que reconeix internacionalment la qualitat de l'aigua i serveis. L'Agència Catalana de l'Aigua efectua un control setmanal de la qualitat de l'aigua, durant la temporada de bany, amb el resultat d'excel·lent.
Al passeig marítim hi ha el Bot Salvavides de Calafell, una embarcació insubmergible, que ofereix exhibicions durant l'estiu. A la platja dues entitats, els Llaguts de Calafell i els Vogadors de Calafell, fomenten la pràctica esportiva del rem de banc fix en la modalitat del llagut català, així com l’Associació Patí Català Calafell, que realitza tot un seguit d’activitats culturals, esportives i socials. L'edifici de l'antiga confraria de pescadors 'Sant Pere' de Calafell, és actualment el Centre d'Interpretació del Calafell Pescador.